# Bedlewicz II
Bedlewicz II – polski herb szlachecki - odmiana herbu Bedlewicz.

## Opis herbu
Opis zgodnie z klasycznymi regułami blazonowania:
W polu czerwonym trzy rzeki wijące się, w skos lewy, jedna nad drugą, srebrne. 
W klejnocie trzy pióra strusie. 
Labry - czerwone podbite srebrem.

## Najwcześniejsze wzmianki
Nieznana geneza odmiany.

## Herbowni
Bedlewicz.